# 세인트 엘모의 열정
《세인트 엘모의 열정》(영어: St. Elmo's Fire)은 미국에서 제작된 조엘 슈매커 감독의 1985년 성장 영화이다. 에밀리오 에스테베즈 등이 출연하였고, 로런 슐러 도너 등이 제작에 참여하였다.

## 출연진
- 에밀리오 에스테베즈 - 커비 “커보” 케이거 역
- 롭 로 - 윌리엄 “빌리” 힉스 역
- 앤드루 매카시 - 케빈 돌런즈 역
- 더미 무어 - 줄리애나 “줄스” 밴패튼 역
- 저드 넬슨 - 앨릭 뉴베리 역
- 앨리 시디 - 레슬리 헌터 역
- 메어 위닝햄 - 웬디 비미시 역
- 앤디 맥다월 - 데일 비버먼 역
- 마틴 볼섬 - 비미시 씨 역
- 조이스 밴패튼 - 비미시 부인 역
- 제니 라이트 - 펄리샤 힉스 역
- 블레이크 클라크 - 월리 역
- 매슈 로런스 - 론 델러산드로 역
- 기나 헥트 - 주디스 역
- 애나 마리아 호스퍼드 - 나오미 역

## 기타 제작진
- 배역: 마시 리로프, 제니퍼 셜
- 의상: 수전 베커

## 우리말 녹음
SBS 성우진 (1994년 10월 14일)
- 손원일 - 커보 (에밀리오 에스테베즈)
- 홍시호 - 빌리 (롭 로)
- 김영민 - 케빈 (앤드루 매카시)
- 송도영 - 줄스 (더미 무어)
- 장세준 - 앨릭 (저드 넬슨)
- 김성희 - 레슬리 (앨리 시디)
- 홍혜정 - 웬디 (메어 위닝햄)
- 서혜정 - 데일 (앤디 맥다월)
- 황원 - 비미시 (마틴 볼섬)
- 이성
- 이연희
- 순동운
- 황윤걸
- 박규웅
- 문관일
- 홍승섭
- 김순영
- 김은아